# Chamaecrista longipes
Chamaecrista longipes là một loài thực vật có hoa trong họ Đậu. Loài này được (Domin) Pedley miêu tả khoa học đầu tiên năm 1998.